# Sinkanszen E3
A Sinkanszen E3 sorozat egy japán nagysebességű villamosmotorvonat-sorozat. A Mini-Sinkanszen hálózaton közlekedik. A Kawasaki Heavy Industries és a Tokyu Car Corporation gyártotta 1995 és 2009 között.

## Utastér

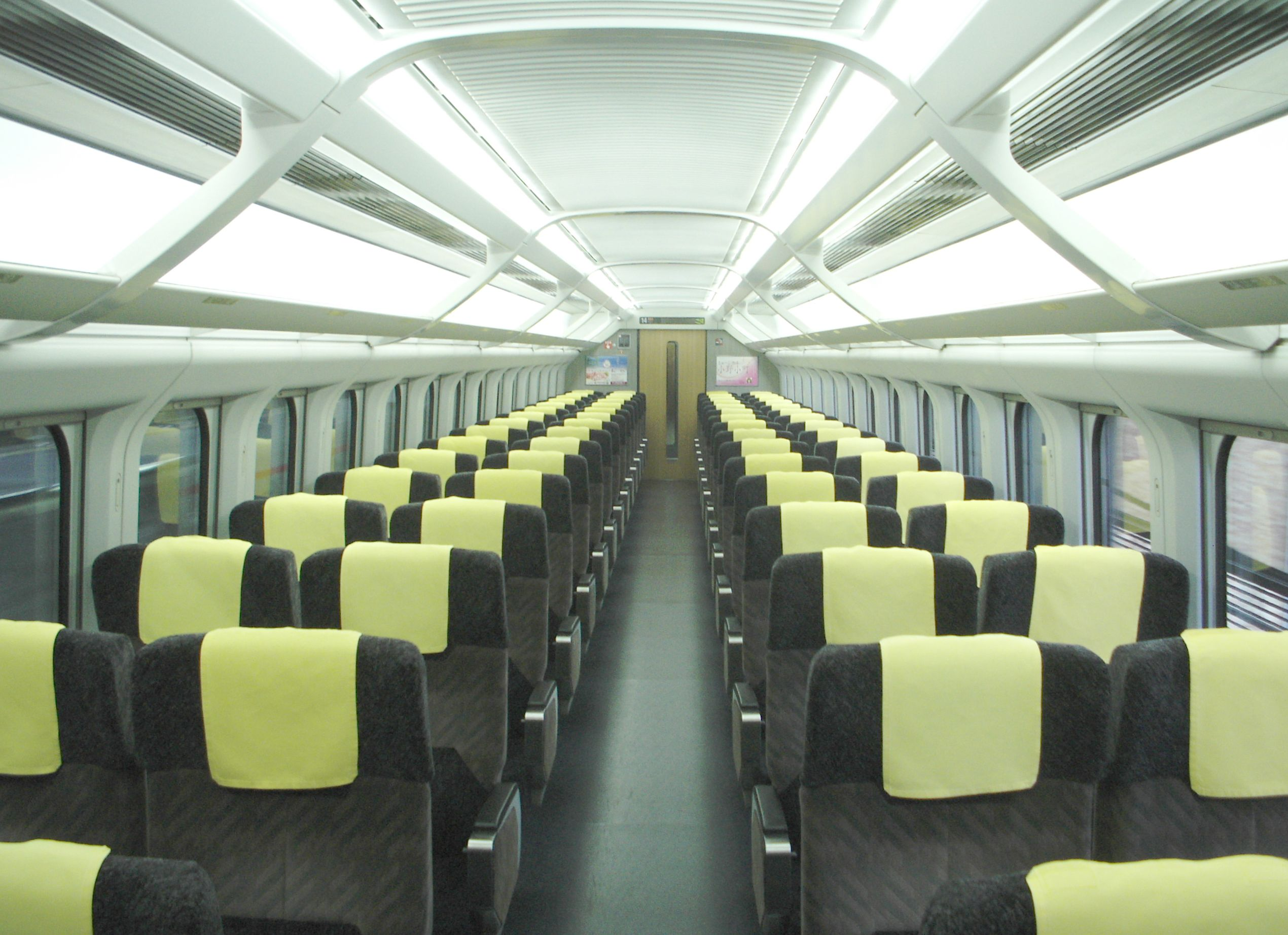
Standard osztály
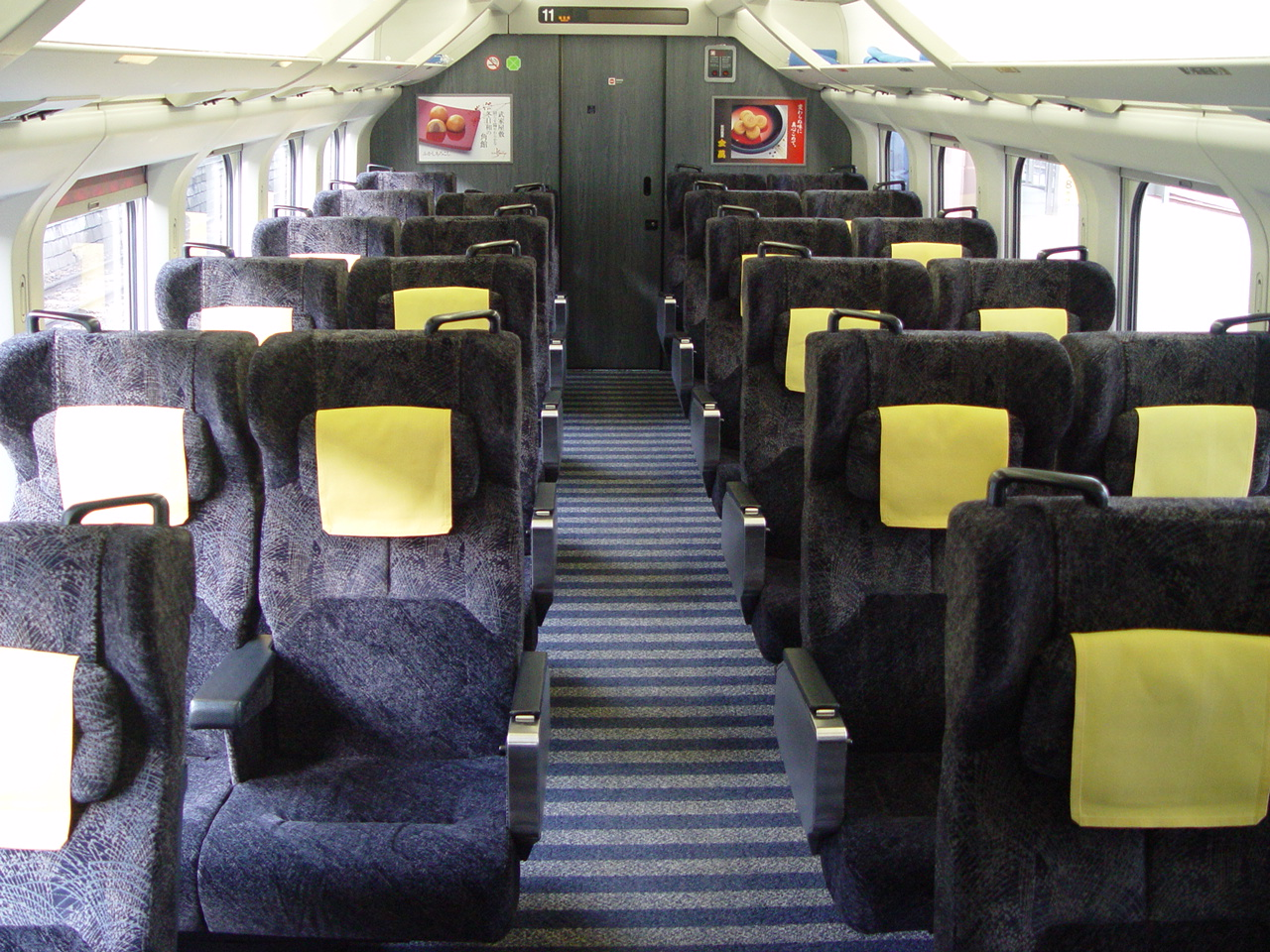
Green car